# Akí no keda ni Dios
Aki no keda ni Dios es el séptimo álbum de estudio del grupo punk español Eskorbuto, siendo el primer disco de la banda liderada esta vez por Pako Galán, quien también canta, tras la muerte de Iosu y Juanma, quienes murieron en 1992.

## Grabación y contenido
Este es el primer álbum del grupo sin la presencia de sus fundadores e ideólogos Iosu Expósito y Juanma Suárez. Tras la muerte de Iosu el 31 de mayo de 1992, Pako y Juanma decidieron seguir adelante con un nuevo proyecto junto a Urko Igartiburu, aunque durante las sesiones Juanma estaba muy débil de salud, lo cual terminó con su fallecimiento el 9 de octubre de 1992. Tras esto, Pako se pone en contacto con Iñaki, quien había reemplazado a Iosu en la gira de Eskorbuto en México, esta vez como bajista, y junto a Garolpa y Urko Igartiburu para completar la formación.
La parte trasera del álbum posee la siguiente línea que dice: "Abandonar Eskorbuto en estos momentos sería una clara victoria para nuestros enemigos... ¡¡y eso jamás!!" - Pako Eskorbuto.

## Canciones
- Todas las canciones fueron escritas por Juanma Suárez y Pako Galán, excepto las indicadas.

1. "Aki No Keda Ni Dios" - 2:58
2. "Descanso Eterno" - 2:56
3. "Pisotear La Nación" - 1:56
4. "Besar El Culo De Satanas" - 3:35
5. "No Quedan Grupos De Rock" - 2:34
6. "Nena" - 2:04
7. "Degeneración" - 4:06
8. "Yolanda" - 2:09
9. "El Enterrador" (Suárez, Expósito, Galán) - 2:48
10. "El Norte" (Suárez, Expósito, Galán) - 2:32

## Personal
Eskorbuto
- Pako Galán - Batería y voz.
- Garlopa - Guitarra.
- Urko Igartiburu - Guitarra y voces.
- Iñaki "Gato" - Bajo y voz.